# 鵝嶺抗戰遺址群
鵝嶺抗戰遺址群位於重慶市渝中區两路口街道鹅岭正街176号鹅岭公园内，含澳大利亞大使館、土耳其大使館、丹麥公使館、飛閣、桐軒石室、防空洞、蘇軍烈士墓，2009年12月15日列為第二批重慶市文物保護單位。其中苏军烈士墓原为第一批市保，并入该遗址群；澳大利亚大使馆、土耳其大使馆于2013年作为同盟国驻渝外交机构旧址群的子项列入第七批全国重点文物保护单位。